# Monte Eta
Il monte Eta (in greco antico: Οἴτη?, anticamente anche Καταβόθρα) è una montagna sita nella parte meridionale della Tessaglia, che si dirama a partire dalla catena del Pindo in direzione sudorientale.

## Geografia

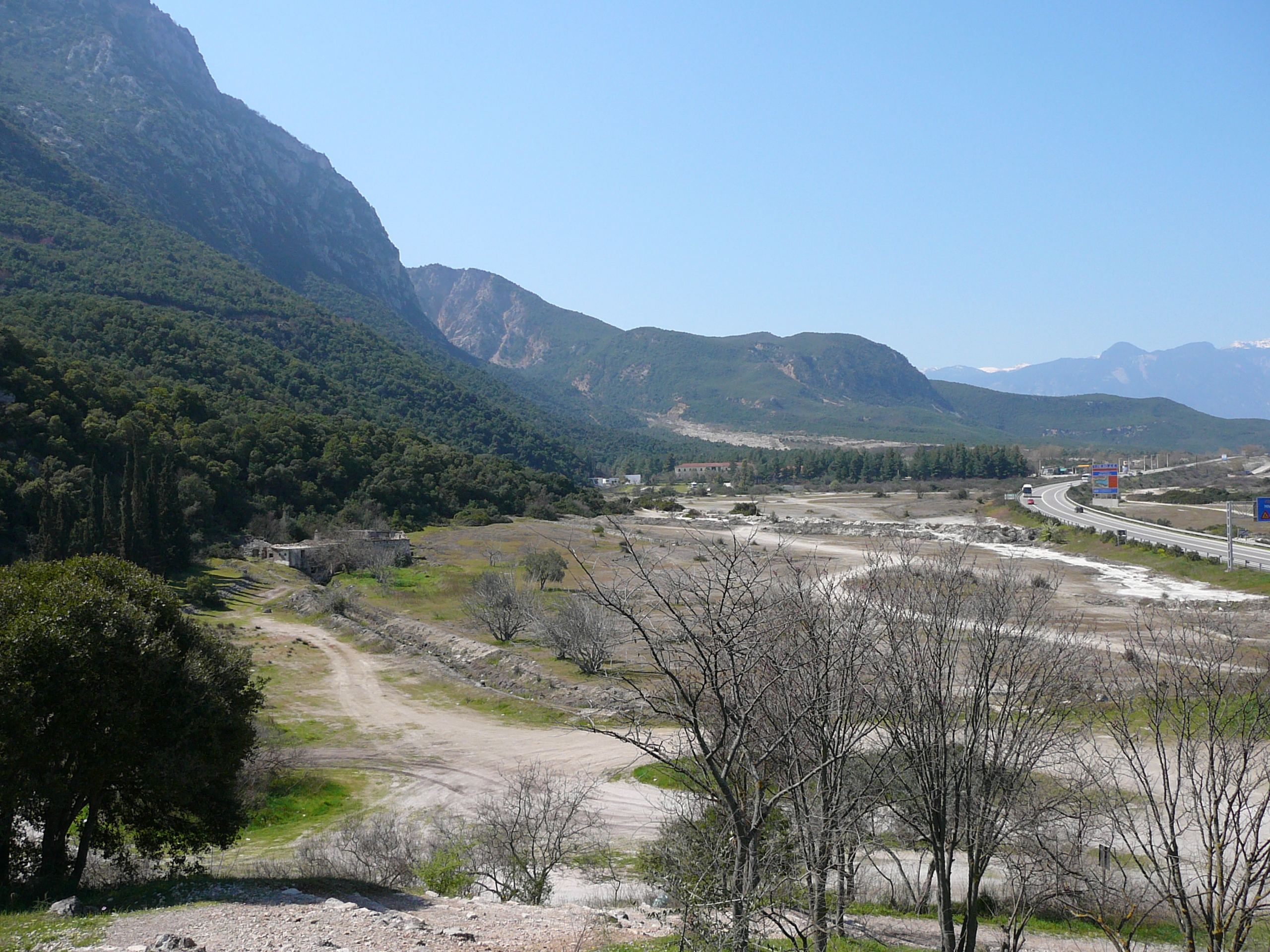
Le Termopili oggi

L'Eta si sviluppa verso sud-est e costituisce la barriera settentrionale della Grecia centrale: l'unico accesso alla Grecia centrale dal nord è quello stretto passo che si apre tra il Monte Eta e il mare, detto passo delle Termopili.
Il monte Eta è oggi noto come Katavóthra ed è alto 2152 metri. La cima sopra le Termopili è invece chiamata monte Callidromo sia da Strabone sia da Tito Livio; quest'ultimo evidenziò come Callidromo fosse il nome dato alla cima più elevata del Monte Eta e Strabone concorda con lui nel descrivere come cima più elevata del gruppo quella che domina le Termopili. Quest'ultima affermazione risulta però essere scorretta in quanto il monte Patriótiko, che si innalza più ad ovest, è più elevato. Strabone afferma correttamente che la lunghezza del gruppo era pari a 200 stadi, ossia a circa 35,4 km.

## Mitologia
Il monte Eta è indicato nella mitologia come il luogo della morte di Eracle. Lucio Anneo Seneca fu probabilmente l'autore della tragedia Hercules Oetaeus, dove il nome dell'eroe è affiancato dall'epiteto che prese per via del luogo di morte: secondo la tradizione Eracle, asceso il Monte Eta dopo che il veleno nel quale era stata immersa la tunica donatagli da Deianira ebbe fatto effetto, con le sue ultime forze sradicò alcuni alberi e costruì una pira nella quale poter bruciare, ma una volta preparato il rogo suo figlio Illo e Iolao non ebbero il coraggio di accenderlo ed Eracle fu costretto a chiedere di farlo al pastore Filottete. Questi ubbidì, ed Eracle donò le sue armi al padre di questi, Peante: tali armi si renderanno molto utili durante la guerra di Troia. Indossata la pelle di leone che non lo aveva mai abbandonato dall'età di diciotto anni salì sul rogo, mentre Iolao, Illo e Filottete intonavano i lamenti funebri.

Mentre Eracle cominciava a bruciare, con un rombo Zeus prelevò il corpo del figlio prima che morisse e lo portò con sé nell'Olimpo, dove l'eroe si riconciliò con Era e sposò Ebe, la coppiera divina. Si era avverata la profezia dell'oracolo, che prevedeva la fine terrena di Eracle ad opera di un morto.

## Storia
Una delle pendici orientali di questo monte, dominante il passo delle Termopili, nota in passato col nome di Anopea (Ἀνόπαια) e oggi con quello di Lithitza, deve la sua fama al fatto che attraverso una sua gola, lungo la sponda destra del fiume Asopo, passava un sentiero tortuoso, scoperto dagli abitanti del luogo al tempo delle lotte tra Tessali e Focesi. L'esistenza di questo sentiero non era conosciuta agli Alleati ellenici.
Questo sentiero fu indicato ai Persiani dal traditore Efialte durante la battaglia delle Termopili (480 a.C.): percorrendolo, i Persiani attaccarono la retroguardia nemica e riuscirono ad annientare i Greci guidati dal re di Sparta Leonida I.
La medesima gola venne attraversata nel 278 a.C. dai Galli.

## Toponomastica
Il monte è eponimo pure del distretto meridionale della Tessaglia, che è detto Etea (dal greco Οἰταῖα, Oitâia) ed era abitato dagli Etei (Οἰταῖοι, Oitâioi).
Vi era pure una città che prendeva il nome da questo monte, Eta, che si dice sia stata fondata da Anfisso, figlio di Apollo e Driope, e che Stefano di Bisanzio descrive come una città della Malide. William Martin Leake affermò che tale città era sita alla base del monte Patriótiko, ed ipotizzò fosse quella che da Callimaco era stata menzionata come città sacra.

## Parco nazionale
Nel 1966, il Monte Eta è diventato il sesto dei parchi nazionali della Grecia in conformità con il regio decreto 218/1966. Con una superficie di 7 000 ettari, di cui 3 370 costituiscono la zona centrale e 3 630 la periferia, il parco copre circa un quarto dell'area montuosa ed è il terzo più grande della Grecia. Qualsiasi attività umana che abbia un impatto sull'ambiente locale in qualsiasi modo è vietata all'interno dei confini del parco nazionale.

## Influenza culturale
All'Eta è stato intitolato l'Oeta Chasma su Mimante.